# Jonathan Canter
Jonathan Canter (Los Angeles, 4 giugno 1965) è un ex tennista statunitense.

## Carriera
In carriera ha vinto un titolo nel singolare, il Melbourne Outdoor nel 1985. Nei tornei del Grande Slam ha ottenuto il suo miglior risultato raggiungendo il terzo turno nel doppio agli Australian Open nel 1985 e nel 1989, agli US Open nel 1989 e a Wimbledon nel 1990.

## Statistiche

### Singolare

#### Vittorie (1)
| Numero | Anno             | Torneo                       | Superficie | Avversario in finale | Punteggio     |
| 1.     | 29 dicembre 1985 | Melbourne Outdoor, Melbourne | Erba       | Peter Doohan         | 5-7, 6-3, 6-4 |

### Risultati in progressione
| Sigla | Risultato               |
| ----- | ----------------------- |
| V     | Vincitore               |
| F     | Finalista               |
| SF    | Semifinalista           |
| QF    | Quarti di Finale        |
| 4T    | Quarto turno            |
| 3T    | Terzo turno             |
| 2T    | Secondo turno           |
| 1T    | Primo turno             |
| RR    | Round Robin             |
| LQ    | Turno di qualificazione |
| A     | Assente                 |

#### Singolare nei tornei del Grande Slam
| Torneo          | 1983 | 1984 | 1985 | 1986 | 1987 | 1988 | 1989 | 1990 | 1991 | 1992 | 1993 | 1994 |
| --------------- | ---- | ---- | ---- | ---- | ---- | ---- | ---- | ---- | ---- | ---- | ---- | ---- |
| Australian Open | A    | A    | 1T   | ND   | 1T   | A    | A    | A    | 1T   | A    | A    | A    |
| Open di Francia | A    | A    | A    | 2T   | 2T   | A    | A    | A    | A    | A    | A    | A    |
| Wimbledon       | A    | A    | 1T   | 2T   | 1T   | A    | 1T   | A    | A    | A    | A    | 1T   |
| US Open         | 1T   | 1T   | 2T   | 2T   | 2T   | A    | 1T   | A    | A    | A    | A    | A    |